# Hillsboro (Teksas)
Hillsboro je grad u američkoj saveznoj državi Teksas. Prema popisu stanovništva iz 2010. u njemu je živjelo 8.456 stanovnika.

## Poznate osobe
- Rafer Johnson, američki atletičar